# Paraschistochila philippinensis
Paraschistochila philippinensis là một loài rêu tản trong họ Schistochilaceae. Loài này được (Mont.) R.M. Schust. miêu tả khoa học lần đầu tiên năm 1971.